# Istorija avijacije
Istorija avijacije proteže se unazad više od dve hiljade godina, od najranijih oblika vazduhoplovstva, poput zmajeva i pokušaja preskakanja kula do nadzvučnog i hipersonskog leta mlaznih aviona težih od vazduha. Letenje zmajeva u Kini je praktikovano više stotina godina pne, i polako se širilo svetom. Smatra se da je to najraniji oblik leta koji je formulisao čovek. Leonardo da Vinčijev san o letu iz 15. veka je izražen u nekoliko racionalnih mada nenaučnih dizajnova. On doduše nije pokušao da sprovede svoje ideje u praksu.
Otkrivaće gasa vodonika u 18. veku dovelo je do izuma vodoničnog balona, gotovo u isto vreme kada su i braća Mongolfje ponovno otkrila balon sa toplim vazduhom i započela letove sa posadom. Različite teorije mehanike od strane fizičara tokom istog perioda, naročito dinamika fluida i Njutnovi zakoni kretanja, doveli su do osnova moderne aerodinamike. Jedan od najzaslužnijih u tom radu je bio Ser Džordž Kejli.
Baloni, slobodno-leteći i privezani, počeli su se koristiti u vojne svrhe od kraja 18. veka, a francuska vlada je tokom revolucije uspostavila balonske jedinice.
Termin avijacija, imenica radnje od latinske reči avis „ptica”, sa sufiksom -acija značenje akcija ili napredak, skovao je 1863. godine francuski pionir Gijom Žosef Gabriel de la Landel (1812–1886) u svom radu s naslovom „Aviation ou Navigation aérienne sans ballons”.
Eksperimenti sa jedrilicama pružili su temelje za letenja plovila težih od vazduha, a početkom 20. veka napredak u tehnologiji motora i aerodinamici prvi put su omogućili kontrolisani, pogonski let. Moderni avion sa karakterističnim repom je uspostavljen 1909. godine i od tada je istorija aviona vezana za razvoj sve snažnijih motora.
Prvi veliki vazdušni brodovi bili su kruti cepelinski baloni koje je inicijalno razvio Ferdinand fon Cepelin, a koji su ubrzo postali sinonim za vazdušne lađe i dominirali su letom na daljinu do 1930-ih, kada su veliki leteći brodovi postali popularni. Nakon Drugog svetskog rata, leteće brodove su zamenili kopneni avioni, a novi znatno moćniji mlazni motor je revolucionirno izmenio vazdušno putovanje i vojnu avijaciju.
U poslednjem delu 20. veka pojava digitalne elektronike donela je veliki napredak u instrumentaciji letenja i električne komande leta. U 21. veku je došlo do upotrebe bespilotnih letelica u velikim razmerama za vojne, civilne i rekreativne svrhe. S digitalnim upravljanjem, fundamentalno nestabilni avioni poput letećih krila postali su mogući.

## Etimologija
Izraz avijacija, imenica radnje od latinskog avisa „ptica” sa sufiksom -acija značenja akcija ili napredak, skovao je 1863. godine francuski pionir Gijom Žozef Gabriel de La Landel (1812–1886) u delu „Aviation ou Navigation aérienne sans ballons”.

## Primitivni počeci

### Skakanje s tornja
Još od antike postoje priče da su ljudi privezali krila nalik ptičijim, očvrsnule ogrtače ili druge uređaje i pokušavali da lete, obično skokom sa kule. Grčka legenda o Dedalu i Ikaru jedna je od najranijih poznatih; drugi potiču iz Indije, Kine i evropskog srednjeg veka. Tokom ovog ranog perioda, pitanja podizanja, stabilnosti i kontrole nisu bila shvaćena, a većina pokušaja je završila ozbiljnom povredom ili smrću.
Andaluzijski naučnik Abas ibn Firnas (810–887) tvrdio je da je skočio u Kordobi u Španiji, prekrivajući svoje telo perjem lešinara i pričvrstivši dva krila na svoje ruke. Nijedan drugi izvor ne beleži taj događaj.  Pišući u dvanaestom veku, Vilijam iz Malmesberija izjavio je da je benediktinski monah Ajlmer iz Malmesberija iz jedanaestog veka pričvrstio krila za ruke i noge i preletio malu udaljenost. Osim tvrdnji proizašlih iz Vilijamovog kazivanja, ne postoje drugi poznati izvori koji bi dokumentirali Ajlmerov život. Prema Džonu Hardingu, jedrilica Ibn Firnasa bila je prvi pokušaj leta objekta težeg od vazduha u istoriji vazduhoplovstva.
Mnogi drugi skokovi su dobro dokumentovani tokom narednih vekova. Još 1811. godine Albreht Berblindžer je konstruisao ornitopter i skočio u Dunav kod Ulma.

## Literatura
- Deng, Yinke; Wang, Pingxing (2005). Ancient Chinese Inventions. China Intercontinental Press. ISBN 7-5085-0837-8.
- Ege, L. (1973). Balloons and airships. Blandford.
- Fairlie, Gerard; Cayley, Elizabeth (1965). The life of a genius. Hodder and Stoughton.
- Hallion, Richard P. (2003). Taking Flight:Inventing the Aerial Age, from Antiquity through the First World War. New York: Oxford University Press. ISBN 0195160355.
- Needham, Joseph (1965a). Science and Civilisation in China. IV (part 1).
- White, Lynn Townsend, Jr. (proleće 1961). „Eilmer of Malmesbury, an Eleventh Century Aviator: A Case Study of Technological Innovation, Its Context and Tradition”. Technology and Culture. 2 (2): 97—111. doi:10.2307/3101411.
- Wragg, D.W. (1974). Flight before flying. Osprey. ISBN 0850451655.
- Celebrating a History of Flight, NASA Office of Aerospace Technology HQ, United States Air Force
- Bruno, Harry (1944). Wings over America: The Story of American Aviation., Halcyon House, Garden City, New York.
- Jourdain, Pierre-Roger (1908), „Aviation In Frances In 1908”, Annual Report of the Board of Regents of the Smithsonian Institution: 145—159, Приступљено 7. 8. 2009
- Hynes, Samuel (1988). Flights of Passage: Reflections of a World War II Aviator. New York/Annapolis: Frederic C. Beil/Naval Institute Press.
- Post, Augustus (septembar 1910), „How To Learn To Fly: The Different Machines And What They Cost”, The World's Work: A History of Our Time, XX: 13389—13402, Приступљено 10. 7. 2009  Includes photos, diagrams and specifications of many c. 1910 aircraft.
- Squier, George Owen (1908), „The Present Status of Military Aeronautics”, Annual Report of the Board of Regents of the Smithsonian Institution: 117—144, Приступљено 7. 8. 2009 Includes photos and specifics of many c. 1908 dirigibles and airplanes.
- Van Vleck, Jenifer (2013). Empire of the Air: Aviation and the American Ascendancy. Cambridge, MA: Harvard University Press.
- E. C. Vivian (oktobar 1920). History of Aeronautics.
- Anderson, John D. Jnr. (1997). A History of Aerodynamics. Cambridge: Cambridge University House. ISBN 0-521-66955-3.
- Angelucci, Enzo; Matricardi, Paolo (1977). World aircraft: Origins – World War I. London: Sampson Low. ISBN 0-562-00058-5.
- Prehistory of Flight
- Octave Chanute, Progress in Flying Machines, 1891–1894
- Deng, Yinke; Wang, Pingxing (2005). Ancient Chinese Inventions. China Intercontinental Press. ISBN 7-5085-0837-8.
- Ege, L. (1973). Balloons and airships. Blandford.
- Fairlie, Gerard; Cayley, Elizabeth (1965). The life of a genius. Hodder and Stoughton.
- Gibbs-Smith, C. H. (1974). The Rebirth of European Aviation. London: Science Museum, London. ISBN 0-11-290180-8.
- Gibbs-Smith, C. H. (2003). Aviation. London: NMSI. ISBN 1-900747-52-9.
- Hallion, Richard P. (2003). Taking Flight. New York: Oxford University Press. ISBN 0-19-516035-5.
- Jarrett, Philip, ур. (2002). Pioneer Aircraft: Early Aviation before 1914. London: Putnam Aeronautical Books. ISBN 0-85177-869-0.
  - Jarrett, Philip (2002). „3: The Passive and Active Approaches”.  Ур.: Jarrett, Philip. Pioneer Aircraft: Early Aviation before 1914. London: Putnam Aeronautical Books. стр. 50–66. ISBN 0-85177-869-0.
  - —— (2002). „5: Man Flies”.  Ур.: Jarrett, Philip. Pioneer Aircraft: Early Aviation before 1914. London: Putnam Aeronautical Books. стр. 87–103. ISBN 0-85177-869-0.
  - Stokes, P. R. (2002). „9: Propulsion Systems”.  Ур.: Jarrett, Philip. Pioneer Aircraft: Early Aviation before 1914. London: Putnam Aeronautical Books. стр. 159–186. ISBN 0-85177-869-0.
- Needham, Joseph (1965a). Science and Civilisation in China. IV (part 1).
- —— (1965b). Science and Civilisation in China. IV (part 2). ISBN 978-0-521-05803-2.
- White, Lynn Townsend, Jr. (proleće 1961). „Eilmer of Malmesbury, an Eleventh Century Aviator: A Case Study of Technological Innovation, Its Context and Tradition”. Technology and Culture. 2 (2): 97—111. JSTOR 3101411. doi:10.2307/3101411.
- Wragg, D.W. (1974). Flight before flying. Osprey. ISBN 0-85045-165-5.
- „Progress of Mechanical Flight”. Flight. 2. 1. 1909.

## Spoljašnje veze
- „The Gaston and Albert Tissandier Collection”. Rare Book & Special Collections. Library of Congress. „Publications relating to the history of aeronautics, (1,800 titles dispersed in the collection)”
- Carroll F. Gray. „Flying Machines”.
- Peter Whalley. „History of Flight - Key events”. Knowledge Media Institute. Open University. Архивирано из оригинала 26. 07. 2011. г. Приступљено 01. 11. 2019.
- Rubin, Julian. „Wright Brothers' Early Experiments With Kites and Gliders”. Following the Path of Discovery.
- „Historical archive since 1919”. Aerospace Industries Association.
- Carroll F. Gray (avgust 2002). „The five first flights”. WW1 AERO - The Journal of the Early Aeroplane. Архивирано из оригинала 23. 04. 2015. г. Приступљено 01. 11. 2019.
- Schmidhuber, Jürgen (2003). „First Powered Flight - Plane Truth”. Nature (421). стр. 689.
- Harris, Richard (decembar 2003). „First Flyers—They're not who you think...”. In Flight USA. Архивирано из оригинала 13. 07. 2011. г. Приступљено 01. 11. 2019.
- Richard P. Hallion (jul 2008). „Airplanes that Transformed Aviation”. Air & space magazine. Smithsonian.
- „American Aviation Heritage” (PDF). National Park Service. mart 2011.
- „Transportation Photographs - Airplanes”. Digital Collections. University of Washington Libraries. in the Pacific Northwest region and Western United States during the first half of the 20th century.
- „strut design airplanes”. University of Houston Digital Library. 1911.
- Maloney, Michael (2009). A Dream of Flight (Documentary on the first powered flight by a Briton in Britain, JTC Moore Brabazon, in 1909). Countrywide Productions.